# Аршеневский, Николай Алексеевич
Николай Алексеевич Аршеневский (1812—1855) — русский военный деятель, полковник.

## Биография
Родился 21 ноября (3 декабря) 1812 года. Происходил из дворян Смоленской губернии, сын коллежского советника Алексея Александровича Аршеневского и Анны Алексеевны, урожденной Аршеневской, внук наместника Белостокской области, действительного статского советника Александра Алексеевича Аршеневского.
2 июня 1826 зачислен в Пажеский корпус. 30 августа 1832 произведен в прапорщики гренадерского императора Франца I полка. Подпоручик (6.12.1834). 5 августа 1835 прикомандирован к штабу всей пехоты гвардейского корпуса для исправления должности старшего адъютанта. 27 ноября 1835 переведен в лейб-гвардии Гренадерский полк прапорщиком, с оставлением в должности. 1 января 1838 произведен в подпоручики, 1 июля 1839 в поручики, с утверждением в должности. 13 июля 1843 переведен в лейб-гвардии Финляндский полк, с оставлением в должности. Штабс-капитан (10.10.1843), капитан (6.12.1846). 3 августа 1849 командирован для исправления должности младшего штаб-офицера в лейб-гвардии Гренадерском полку.
6 декабря 1849 (старшинство с 11 июня) произведен в полковники, с переводом в лейб-гвардии Гренадерский полк, 6 января 1859 переведен в лейб-гвардии Московский полк. 18 мая 1854 назначен командующим запасной бригадой 9-й пехотной дивизии, 25 февраля 1855 командиром Елецкого резервного пехотного полка, а 11 апреля 1855 командиром Модлинского резервного пехотного полка, направленного на усиление обороны Севастополя; 17 июня полк прибыл в Севастополь и принял участие в боевых действиях; 15 августа он занял оборону на Корниловском бастионе на Малаховом кургане, и в течение 12 дней выдерживал французскую бомбардировку.
Полковник Аршеневский погиб в рукопашном бою при штурме 27 августа (8 сентября) 1855 года 27 августа, вместе со всеми батальонными и ротными командирами, всеми фельдфебелями и большей частью личного состава; остаток полка в количестве 114 человек вырвался из окружения под командованием контуженного прапорщика. Исключен из списков умершим 14 октября 1855 года.

## Награды
- Орден Святого Станислава 3-й ст. (1842)
- Орден Святой Анны 3-й ст. (1848)
- Знак отличия за XV лет беспорочной службы (1850)

## Семья
Жена: баронесса Вера Романовна Бистром (25.05.1810—7.03.1840), дочь барона Романа Ивановича Бистрома (4.04.1778—01.1821) и Елизаветы Адамовны Роткирх (11.12.1790—29.09.1868), племянница генерала Карла Ивановича Бистрома. Их дети:
- Роман (4.04.1836—?), присяжный поверенный в Петербурге;
- Ольга; её муж — статский советник Константин Александрович Офременко.